# Blaufränkisch

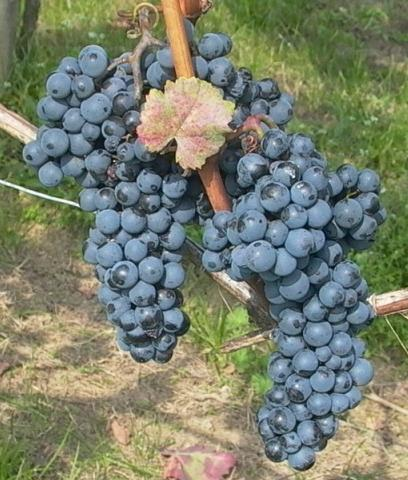
Blaufränkisch druif

De Blaufränkisch - ook bekend als Lemberger en Kékfrankos - is in Oostenrijk, Hongarije en het Duitse Württemberg een voorname blauwe druivensoort.

## Geschiedenis
Vanaf de Middeleeuwen werd de naam Fränkisch gegeven aan een aantal druivenvariëteiten van hoge kwaliteit om het verschil aan te geven met de Heunisch-rassen, die van mindere kwaliteit werden geacht. Het woord Frankisch komt van Franken, de naam van een historische regio in Duitsland in het noorden van Beieren. Een van deze rassen was de Blaufränkisch, waarvan de naam overigens pas in 1862 tijdens een conferentie in de Franse stad Colmar officieel werd erkend. Een paar jaar later ontstond als Duits synoniem de naam Lemberger, welke naam aangaf dat de druif naar Duitsland was gekomen uit het Oostenrijkse dorp Lemberg in de landstreek Stiermarken. In 1890 werd in Hongarije de naam kékfrankos geïntroduceerd, hetgeen een letterlijke vertaling is van het woord blaufränkisch.

## Kenmerken

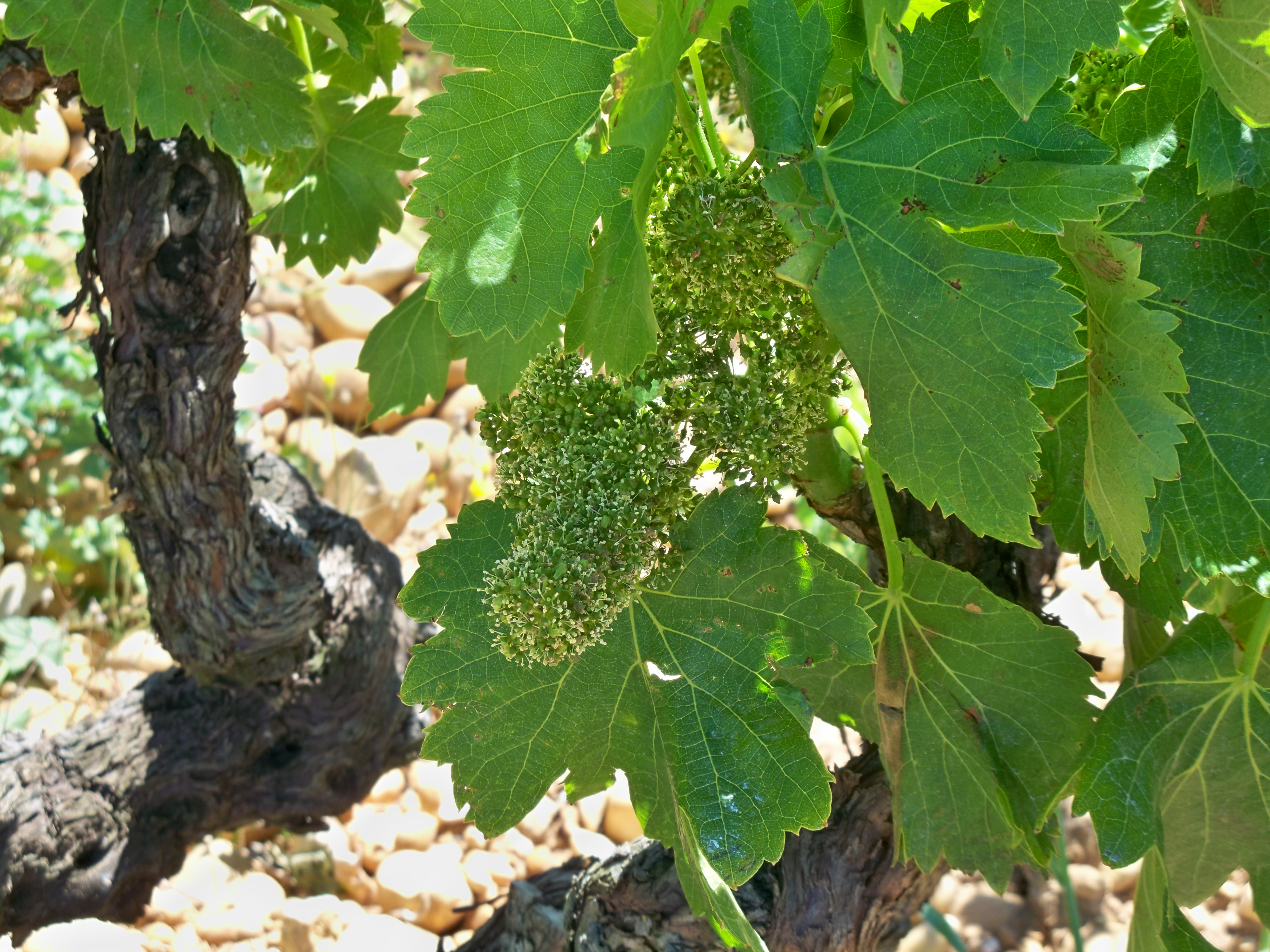
Bloeiwijze, waarbij de vorm van de tros al zichtbaar is

Blaufränkisch is een buitengewoon sterke groeier, die dus danig teruggesnoeid moet worden om een goede kwaliteit te krijgen. Het ras heeft een vroege bloei - april - met een relatief late oogst - begin oktober - en dus kan deze druif in sommige gebieden last hebben van vorst. Ook is het gevoelig voor zowel echte meeldauw en valse meeldauw.
Van dit ras maakt men fruitige rode wijnen, die vaak op vat worden gerijpt. Echte bewaarwijnen zijn het echter niet - gebotteld kan de wijn tot 7 jaar bewaard worden.

## Gebieden
In Oostenrijk vinden we deze druif vooral in Burgenland en bij het Neusiedlermeer, waar de warmte en de bescherming door de heuvels vaak voor een ideaal klimaat zorgen om mooie wijnen te maken. Met in totaal een oppervlakte van meer dan 3300 hectare is het de tweede blauwe druif in dit land (na de Zweigelt) en het aantal hectaren stijgt en stijgt.
In Hongarije wordt de druif verbouwd in de wijnregio's Eger, Szekszárd, Villány en Sopron met in totaal een beplant oppervlak van meer dan 8000 hectare. Hier heet deze variëteit kékfrankos en is hier mogelijk de beste Hongaarse blauwe druif.
In Duitsland vinden we deze druif in de deelstaat Württemberg rondom Stuttgart met een totaal oppervlakte van ruim 1800 hectare.
In Kroatië wordt deze druif voornamelijk in het continentale deel van het land aangeplant, veelal in Slavonië, en de regio's langs de Donau. Het is er bekend onder de naam Frankovka.

Verder komt dit ras voor in het Italiaanse Friuli met bijna 150 hectare, Slowakije met 1800 hectare, in het zuiden van Roemenië (900 hectare), in Noordoost-Kroatië (900 hectare) en zelfs in Canada, de Amerikaanse staat Washington en Japan.

## Synoniemen[2]
- Blanc Doux
- Blau Fränkische
- Blauer Limberger (Duitsland)
- Blaufränkische
- Blaufranchis
- Blaufranchisch
- Blue French
- Borgonja (Kroatië)
- Burgund Mare (Roemenië)
- Burgunder
- Cerne Skalicke
- Cerne Starosvetske
- Cerny Muskatel
- Chirokolistny
- Cierny Zierfandler
- Crna Frankovka
- Crna Moravka
- Fekete Frankos
- Fernon
- Fränkische
- Fränkische Schwarz
- Franconia (Italië)
- Franconia Nera
- Franconia Nero
- Franconien Bleu